# Altarf
Altarf  (auch Tarf) ist der Eigenname des Sterns Beta Cancri (β Cancri). Er ist ein Riesenstern der Spektralklasse K4 (K4IIIBa0.5) und besitzt eine scheinbare Helligkeit von +3,5 mag. Seine Entfernung von der Erde beträgt ca. 300 Lichtjahre, er ist der hellste Stern im Sternbild Krebs.
Der Stern besitzt einen sehr massiven Begleiter, beta Cancri b, der etwa 8 MJ schwer ist und im Jahre 2014 mittels Radialgeschwindigkeitsmethode entdeckt wurde. Der Exoplanet umrundet den Stern in einer Entfernung von 1.7 AE mit einer Umlaufdauer von etwa 600 Tagen.